# Нідерштотцинген
Нідерштотцинген (нім. Niederstotzingen) — місто в Німеччині, знаходиться в землі Баден-Вюртемберг. Підпорядковується адміністративному округу Штутгарт. Входить до складу району Гайденгайм.
Площа — 29,80 км2. Населення становить 4721 ос. (станом на 31 грудня 2020).